# گرند سنتر، آلاباما
گرند سنتر (به انگلیسی: Grand Centre) یک منطقهٔ مسکونی در کانادا است که در آلبرتا واقع شده‌است. گرند سنتر ۶٬۱۴۸ نفر جمعیت دارد و ۵۴۱ متر بالاتر از سطح دریا واقع شده‌است.